# Гамус, Исаак Миронович
Исаак Миронович Гамус (30 декабря 1917 года, Полоцк, Полоцкий уезд, Витебская губерния, РСФСР — 10 июня 2003 года, Санкт-Петербург, Российская Федерация) — советский инженер-гидромеханик, сотрудник института «Ленгидропроект».

## Биография
Исаак Миронович Гамус родился в городе Полоцке в еврейской семье Хаи-Ривы Рабинович и Меера (Мирона) Абрамовича Гамуса. Во второй половине 1930-х годов Исаак поступил в Ленинградский политехнический институт имени М. И. Калинина (ныне Санкт-Петербургский политехнический университет Петра Великого), который окончил в 1941 году получив квалификацию инженера-гидромеханика.
С 1937 по 1942 год работал инженером на Ленинградском Металлическом заводе. В 1942 году был призван в ряды Рабоче-крестьянской Красной Армии, участник Великой Отечественной войны.
В 1945 году поступил на работу в проектный институт «Ленгидропроект» в должности старшего инженера, а затем достиг должностей главного специалиста и заместителя главного инженера проектов крупнейших гидроэлектростанций Советского Союза. Будучи главным инженером проекта гидромеханической части, возглавлял разработку проектов Красноярской, Нижнее-Свирской, Верхне-Свирской, Маткожненской, Ондской, Нивских, Пальеозерской, Ульбинской и Саяно-Шушенской гидроэлектростанций.
Кроме того, в качестве главного инженера проекта гидромеханической части работал над Комплексом сооружений защиты Ленинграда от наводнений, а также над рядом других объектов.
Исаак Миронович Гамус являлся автором четырёх изобретений, имел 15 научных публикаций, был редактором справочного пособия «Гидроэнергетическое и вспомогательное оборудование гидроэлектростанций».

## Публикации

### Книги
- Гамус И.М. Пневматическое хозяйство гидроэлектростанций. — Москва, Ленинград : Госэнергоиздат, 1959. — 128 с.
- Гамус И.М. Пневматическое хозяйство гидроэлектростанций. — 2 переработанное и дополненное. — Ленинград : Энергия, 1968. — 179 с.
- Гамус И.М., Цветов И.М. Пневматические установки электрических подстанций. — Ленинград : Энергия, 1977. — 184 с.
- Гамус И.М., Цветов И.М. Воздухоприготовительные установки для воздушных выключателей. — 2 переработанное и дополненное. — Ленинград : Энергоатомиздат, 1985. — 181 с.
- Гамус И.М., Картелев Б.Г., Ясвонский Л.И. Техническое водоснабжение ГЭС регулируемыми эжекторами. — Б-ка гидротехника и гидроэнергетика. — 1986. — Вып. 8. — С. 83.
- Васильев Ю.С., Гамус И.М., Щавелев Д.С. Гидроэнергетическое и вспомогательное оборудование гидроэлектростанций. — Москва: Энергоатомиздат, 1990. — 335 с. — ISBN 5283019659.

### Статьи
- Гамус И.М. Тезисы доклада главного инженера проекта гидромеханической части Красноярской ГЭС т. Гамуса на заседании электромеханической секции Технического совета Ленгидропроекта // Ленингр. отд-ние ин-та «Гидропроект». — 1964. — 1 мая.
- Гамус И.М. Модернизация системы водоподготовки для гидрогенераторов Красноярской ГЭС // Труды Гидропроекта. — 1974. — Вып. 35. — С. 17-25.
- Гамус И.М. Основное и вспомогательное оборудование Саяно-Шушенской ГЭС // Гидротехническое строительство. — 1978. — № 1. — С. 5-9.

## Изобретения
- Устройство для улавливания замасленных стоков — 1992 год — № 1703796
- Рабочее колесо диагональной гидромашины — 1982 год  — № 920253
- Глубинный затвор — 1977 год — № 829771
- Эжектор — 1977 год — № 640047 (совместно с Картелевым Б. Г., Корнылёвым Л. А., Ясвонским Л.И)